# Perikles
För andra betydelser, se Perikles (olika betydelser).

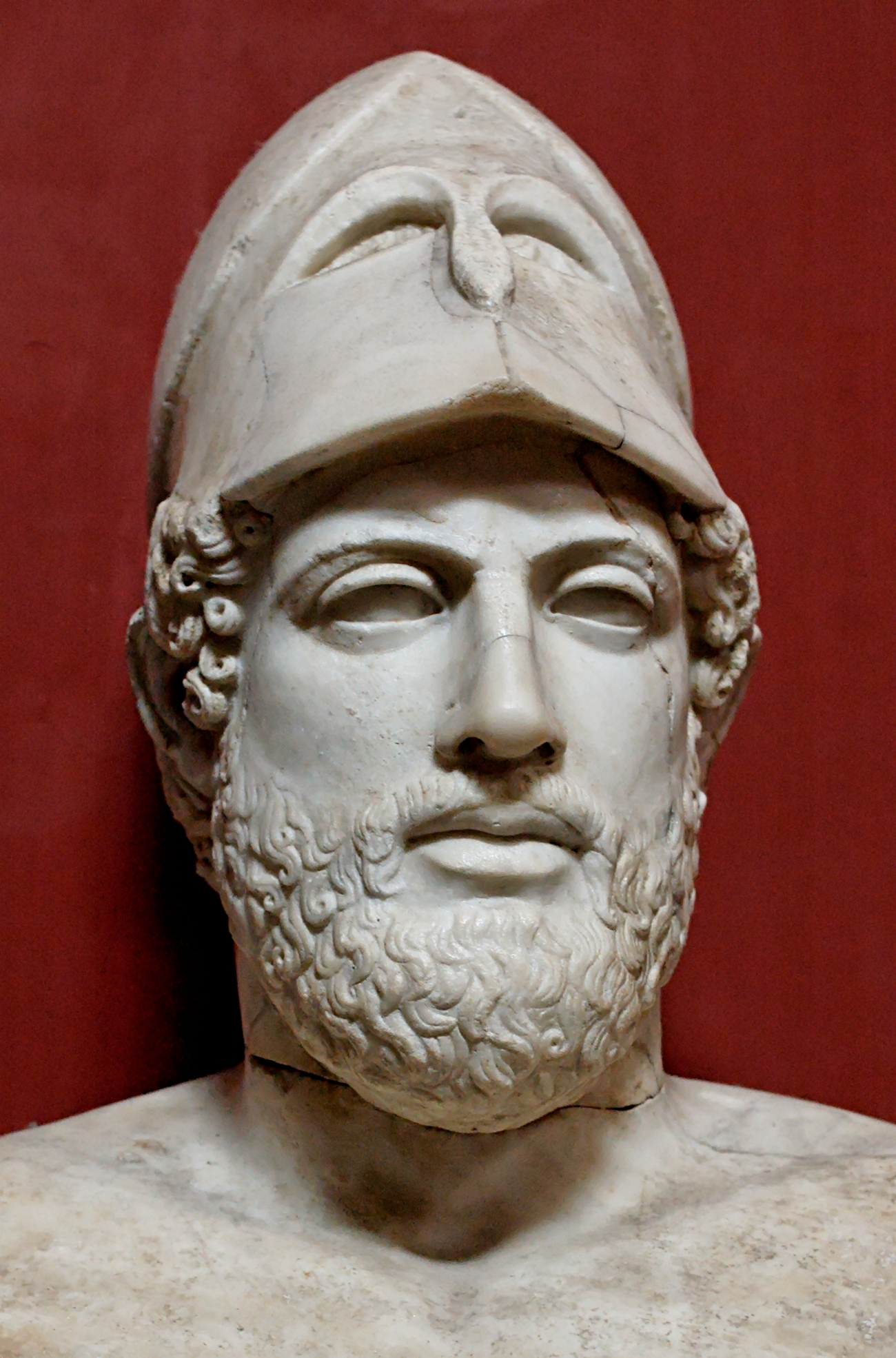
Avbild av Perikles i närbild

Perikles (ofta med betoning på första stavelsen; på grekiska  Περικλῆς, Periklēs, med betoning på sista stavelsen), född 495 f.Kr., död i september 429 f.Kr. i pesten, var en atensk statsman. Han kom från en aristokratisk familj och var son till Xanthippos och Agariste samt brorsdotterson till Kleisthenes. Han levde i ett traditionellt äktenskap med sin atenska fru tills han träffade Aspasia. Han kunde dock inte gifta sig med henne eftersom hon inte var från Aten. Så de levde därför resten av sina liv som sambor.
Perikles studerade hos sofisterna och musikmästaren Damon, filosofen Anaxagoras och hos Zenon från Elea. Han anses ha varit en god politiker och var vän med bland andra Sokrates, Sofokles, Herodotos, Fidias och Protagoras. Han och hans hustru var ofta värdpar åt intellektuella och höll möten i sitt hem.

## Perikles inom politiken
Perikles anses ha varit en god politiker i den atenska demokratin, en bild som för eftervärlden inte minst etablerades av  Thukydides. Thukydides var inte demokrat, men hans respekt för Perikles och dennes tro på Atens sjöimperium gjorde att han gav en starkt fördelaktig bild av Perikles. Även de flesta moderna antikhistoriker ser Perikles som en stor statsman, men hållbarheten i hans strategi har ibland ifrågasatts, och det har framhävts att han tycks ha visat arrogans mot Atens allierade. Det berömda tal över stupade (se nedan) som Perikles håller i Thukydides historia är i själva verket med all sannolikhet författat av Thukydides ett par årtionden senare – att infoga tal av denna typ var accepterat i antik historieskrivning och ett sätt att karakterisera personer och situationer – även om Perikles kan ha använt vissa formuleringar som liknar dem som Thukydides lägger i hans mun.
Perikles styre som atensk statsman kallas "Perikles gyllene tidsålder" och han var en ivrig förespråkare för demokratin. Han ville att alla medborgare i Aten skulle ta aktiv del i politiken. Rådsmedlemmarna valdes av alla atenare, och Perikles restaurerade och byggde många tempel och byggnader, såsom Parthenon på Akropolis, genom att anställa de fattigaste medborgarna. Han genomförde flera reformer till förmån för de fattiga medborgarna, till exempel att alla som hade offentliga uppdrag skulle få betalt. Men Perikles lyckades också få andra stadsstater att betala in skatt till Aten i gengäld mot att den atenska flottan skyddade dessa.

### Politisk karriär
Perikles var ledare för folkpartiet. Han utvisade den aristokratiske ledaren Cimon och blev så Atens främste ledare i 15 år. Under Perikles blev Aten den mäktigaste av de grekiska stadsstaterna, både politiskt och kulturellt med sin flotta, med sina allierade i den Deliska ligan mot perserna, samt genom Perikles intresse för konst och litteratur.
Detta kom dock att skapa rädsla och avundsjuka bland de andra staterna, och ledde till utbrottet av det peloponnesiska kriget 431 f.Kr. Perikles lät alla som bodde i Attika söka skydd i Aten, men bötfälldes själv för att ha missbrukat de statliga finanserna. Han omvaldes dock, men dog snart i den pestepidemi som drabbade det överbefolkade och undernärda Aten. Även hans två söner dog i denna farsot.

## Talaren Perikles

### Perikles liktal
Perikles var i sin samtid känd som "den som bar åskan och blixten på sin tunga", alltså en god talare. Trots detta har inget tal från Perikles bevarats i sin exakta utformning. Historikern Thukydides har dock skrivit ned vad han påstår vara ett av Perikles tal. Talet hålls under peloponnesiska kriget i enlighet med traditionen som krävde att man höll ett tal för att ära de atenare som stupat i krig. Perikles ställde sig på ett talarpodium vid själva begravningen. Publiken bestod av närstående till de döda och alla andra som ville komma då begravningen var öppen för allmänheten. Perikles liktal, som det ofta kallas, är lämpat att analysera för att skapa sig en bild av Perikles talarkonst. För om vi ska tro Thukydides, så värdesatte denne sanningen och var därför noggrann med att fånga talets anda även om det inte återgavs ordagrant.
Perikles håller ett märkligt begravningstal. Det är nämligen mycket uppsluppet, även för sin tid och kultur. Det som gör talet historiskt är dock det faktum att det troligen är världens första lovtal till demokratin. Därför är talet än i dag värt att analysera ur ett retoriskt perspektiv. Med skarpt öga kan man känna igen grepp som ännu i dag används i prisande av demokratiskt statsskick.
På grund av begravningen hålls talet inom en starkt traditionellt bunden miljö. Perikles bryter dock medvetet mot dessa seder. Perikles börjar med att erkänna sin traditionsavvikelse för att sedan förklara motivet till denna handling. Talets början (exordium inom retoriken) lyckas genom sin traditionsavvikelse med det kanske viktigaste inom talarkonsten; det väcker lyssnarnas intresse.
En annan faktor som gör talet avvikande i förhållande till vanliga begravningstal, är att talaren ägnar relativt lite tid åt att hylla de döda. Istället fokuserar Perikles större delen av talet på att hylla den atenska traditionen och kulturen, och framför allt dess demokratiska statsskick. De döda hyllas indirekt genom allt det som talet hyllar.
Många värdeord används strategiskt i talet, såsom frihet, rättvisa, tolerans och mod. Perikles motiverar sedan varför dessa ord stämmer in på just Aten. Intressant är att fokus inte ligger på Atens territoriella utsträckning eller på hur mäktig dess militär är. Aten var under denna tid en relativt stark militärmakt, men andra nationer kunde också uppvisa militär styrka. Inte heller ligger betoningen i talet på att atenarna skulle vara överlägsna som ras eller ha någon mer gudomlig rätt än andra.
Fokus ligger istället på statsskicket. Aten framställs som ett föregångsland och en unik företeelse. Det talas om den politik som är sådan att medborgarna själva känner igen den från sin egen vardag. Till exempel säger Perikles att alla har rätt att delta i politiken oavsett börd. Han talar om att Aten inte styrs av få utan av många. Därmed framställs Aten som ett undantag inte bara i förhållande till Sparta utan till hela världen. Kriget mot Sparta görs till något som hotar alla de rättigheter som Aten bibringar sitt folk. Kriget blir därmed helt plötsligt något ytterst personligt för atenarna.
Aten jämförs även med Sparta när det gäller krigshandlingar. Inte för att Aten skulle ha större arméer eller bättre organiserade trupper, utan för att Sparta tillsammans med sina allierade attackerar Aten. Genom denna jämförelse dekonstruerar Perikles spartanernas påstådda största dygd, nämligen deras mod.

#### Övriga tal
Liktalet tycks skvallra om att Perikles var en skicklig retor som kunde vända ett tal till något oväntat – en retor som vågade gå emot såväl förväntningar som traditioner. Kombinationen av hans logos och starka patos framställer Perikles som en nyanserad och dynamisk talare. I dagens ögon kan talet framstå som långdraget och högtravande. Emellertid är dessa brister troligen resultatet av en modern betraktelse snarare än ett misslyckande från Perikles sida.
Utöver detta tal är Perikles egen politiska aktion ett vittnesbörd om hans talarförmåga. Aten var trots allt en demokrati där nästan alla beslut avgjordes genom omröstningar och de mest talföra fick därför ofta sin vilja igenom. Perikles drev under sin livstid igenom stora politiska förändringar på just detta sätt.
Ett tal som i Thukydides historia tillskrivs Perikles ("Vi har ett statsskick..."), och som han ska ha hållit över några av de första stupade i kriget, har ofta setts som en av de klassiska bekännelserna till demokratins idé och till det antika Atens självkänsla och tro på individen. Perikles var känd som en framstående talare, men talets utformning som vi känner det är en litterär fiktion av Thukydides.

### Genus deliberativum
Perikles höll sig inte enbart inom genren hyllningstal (genus demonstrativum) utan uppmuntrade även till handling genom talet (genus deliberativum). Handlingen som han uppmuntrade till, var den att deltaga i kriget. Detta är förstås en minst sagt svår uppgift att genomföra vid begravningen av dem som just stupat i ett krig. Perikles riskerade därigenom att uppfattas som opportunistisk av de dödas närstående, vilka kanske inte ville att begravningen skulle fungera som ett propagandapodium. För att inte tala om att man vid en begravning har ett tydligt exempel på vad som kan hända med dem som deltar i krig.
Perikles lyckades dock göra denna uppmuntran icke-provokativ genom att göra den till en del i hyllningen av de döda. Som tidigare nämnts upphöjdes de fallna genom sitt försvarande av Aten. Här uppmuntrades andra att ta sitt ansvar och stå upp för denna handling, som en naturlig förlängning i respekten för de fallna. Vetskapen om faran som väntade i kriget framstod även en aning förminskad då Perikles framställde döden som snabb och nästan helt befriad från lidande. Mest mildrades denna onda bråda död genom det sätt på vilket Perikles framställde minnet av de döda. De skulle betraktas med vördnad för sin uppoffring, vilken framställdes som den största uppoffringen. För att parafrasera Perikles, vann de stupade förlåtelse för sina otillräckligheter i livet genom sin uppoffring.
Talet har få metaforer och andra liknande stilfigurer. Anaforerna och dess besläktade formuleringar och ordlekar till stilfigurer är mer allmänt spridda i talet. De tydliga hyperbolerna, metaforerna och andra liknande  retoriska figurer som finns i talet är nästan alla förlagda till slutet av detsamma. Där fungerar de som emotionella (patos) förstärkningar. I början är stilen tvärtom mer rättfram, saklig och förnuftsorienterad (logos).

## Källhänvisningar

### Bokkällor
- Åslund Leif, red (1994). Tal i tiden: antologi med introduktioner och arbetsuppgifter för gymnasie- och högskolestudier. Stockholm: Natur och kultur. Libris 8348757. ISBN 91-27-59473-4 (inb.)
- Hans Nyström: Perspektiv på historien, Gleerups 2011
- Världshistorien. Tukan förlag. 2011. ISBN 9789174012644